# Toni Spiss
Toni Spiss (* 8. April 1930 in St. Anton am Arlberg; † 20. März 1993 ebenda) war ein österreichischer Skirennläufer. Er gewann die Bronzemedaille im Riesenslalom bei den Olympischen Winterspielen 1952 sowie im Slalom bei den Weltmeisterschaften 1954, wurde 1952 österreichischer Meister in der Alpinen Kombination und gewann zahlreiche internationale Rennen.

## Biografie
Das erste herausragende internationale Ergebnis des für den Ski-Club Arlberg startenden Österreichers war ein fünfter Rang im Jahr 1951 beim Arlberg-Kandahar-Rennen. Ende Jänner 1952 nahm Spiss an den Österreichischen Meisterschaften am Semmering teil, bei denen er zwei Bronzemedaillen in der Abfahrt und im Riesenslalom gewann und Zweiter im Slalom wurde. In der Alpinen Kombination holte er sich dank der Konstanz in den drei Wettkämpfen sogar den Titel. Einen Monat darauf ging der Österreicher zum ersten und einzigen Mal bei den Olympischen Winterspielen, die 1952 in Oslo stattfanden, an den Start, wo er am Riesenslalom und Slalom teilnahm. Während er im Slalom ausschied, konnte er im Riesenslalom 3,8 Sekunden hinter Stein Eriksen und Pravda die Bronzemedaille gewinnen. Dabei überzeugte der 21-Jährige einen US-amerikanischen Großindustriellen so sehr, dass dieser Spiss in der Folge der Olympischen Spiele adoptierte und ihn als Chef einer Skischule in Vermont unterbrachte.
Die olympische Bronzemedaille, welche auch als Weltmeisterschaftsmedaille zählte, blieb zwar Spiss' größter Erfolg, es folgten jedoch noch weitere. Im Jahr 1954 konnte er im schwedischen Åre die Slalom-Bronzemedaille bei den Skiweltmeisterschaften gewinnen. 1955 platzierte er sich zudem beim schon damals traditionsreichen Hahnenkammrennen im Slalom auf dem zweiten Rang hinter Molterer, nachdem er schon im Jahr zuvor beim gleichen Wettkampf im Riesenslalom und Slalom gesiegt und in der Kombination Rang 2 erreicht hatte.
Gemeinsam mit seinen Mannschaftskameraden aus dem Juniorenbereich, Othmar Schneider und Christian Pravda, führte Spiss eine international neue und erfolgreiche Technik ein, bei der der Oberkörper weitestgehend ruhig bleibt; diese wurde Gegenschultertechnik genannt.
Er war Betreuer des österreichischen Nationalteams, fuhr aber selbst noch Rennen: So gewann er im März 1957 den Slalom bei den »Ätna-Rennen« (wurde in der Abfahrt Dritter und in der Kombination Zweiter).

## Sportliche Erfolge

### Olympische Winterspiele
- Oslo 1952: 3. Riesenslalom

### Weltmeisterschaften
- Oslo 1952 : 3. Riesenslalom
- Åre 1954: 3. Slalom, 9. Riesenslalom

### Österreichische Meisterschaften
- Österreichischer Meister in der Kombination 1952